# Мейсек, Роберт
Роберт Эмиль Мейсек (англ. Robert Emil Maysack; 25 ноября 1872, Кирхардт — 1960, Хайлендс, Флорида) — американский гимнаст и легкоатлет, бронзовый призёр летних Олимпийских игр 1904.
На Играх 1904 в Сент-Луисе в гимнастике Мейсек участвовал в трёх дисциплинах. Он стал третьим в командном первенстве и выиграл бронзовую медаль. Также он занял 59-ю позицию в личном первенстве и 55-ю в первенстве на 9 снарядах.
В лёгкой атлетике Мейсек соревновался только в троеборье, в котором он занял 70-е место.